# Moorland (Kentucky)
Moorland – miasto w Stanach Zjednoczonych, w stanie Kentucky, w hrabstwie Jefferson.